# Balintore
Balintore (Schots-Gaelisch: Baile an Todhair) is een dorp  in de Schotse lieutenancy Ross and Cromarty in het raadsgebied Highland in de buurt van Tain en ligt op de noordelijke kustlijn van Moray Firth.
Balintore heeft een grote haven die is gebouwd rond 1890.